# تشيت وليمسون
تشيت وليمسون (بالإنجليزية: Chet Williamson)‏ (19 يونيو 1948، لانكستر في الولايات المتحدة)؛ روائي أمريكي.